# Малая Сафониха
Малая Сафониха — деревня в Называевском районе Омской области. В составе Муравьёвского сельского поселения.

## История
Основана в 1885 г. В 1928 г. деревня Мало-Сафониха состояла из 56 хозяйств, основное население — русские. Центр Мало-Сафоневского сельсовета Называевского района Омского округа Сибирского края.

## Население
| 1926 | 2002 | 2010 |
| ---- | ---- | ---- |
| 306  | ↘104 | ↘58  |